# Olea paniculata
Espèce
Classification APG III (2009)
Olea paniculata R.Br. communément appelé « Olivier indigène » (Native Olive) - en langue chinoise translittérée : xian ye mu xi lan, est une espèce de plantes à fleurs de la famille des Oleaceae. Il s'agit donc d'une espèce voisine de l'Olivier commun. C'est un arbre que l'on trouve au Yunnan (dans le sud-ouest de la Chine), au Pakistan et à travers l'Asie du Sud, l'Australie et la Nouvelle-Calédonie, Vanuatu et l'île Lord Howe dans l'océan Pacifique.

## Taxonomie
C'est une des nombreuses espèces décrites en premier par Robert Brown dans son travail de 1810 Prodromus Florae Novae Hollandiae, il porte donc son nom binomial d'origine. D'autres noms communs incluent Australian Olive, Pigeonberry Ash, Maulwood et Clove berry. En langue chinoise, il est appelé 腺叶木犀榄 ((zh)). Le nom d'espèce vient du Latin panicula (touffe, "tuft", du fait de la disposition des fleurs.

## Description botanique

### Appareil végétatif
Ce sont des arbres touffus 6 à 30 m, le plus souvent avec une canopée clairsemée. Le tronc a une écorce douce de couleur gris-brun, il peut atteindre un diamètre maximum de 90 cm avec quelques racines en contreforts. Les feuilles sont vert brillant, ovales à ovoïdes, le limbe est ovale à lancéolé elliptique, (4 -)7 - 10(- 15) cm de long, (2 -)2,5 - 5(- 7) cm de large, la base est aigüe à obtuse ou arrondie, atténuée sur le pétiole, l'apex acuminé, l'extrémité aigüe. Il y a de 6 à 8 nervures primaires de part et d'autre de la nervure médiane, au-dessus et en dessous. Les nervures sont parsemées d'écailles peltées sur les deux surfaces avec de fréquentes domaties en dessous aux jonctions  de la nervure centrale et des primaires.

### Appareil reproducteur

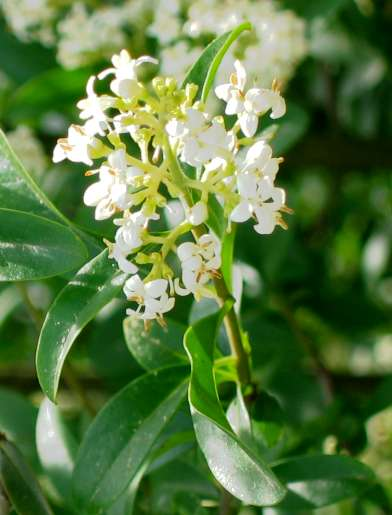
Inflorescence d'Oleacée en panicule.

Les inflorescences sont des panicules terminaux, de 7 à 10 cm, pluriflores. Les  fleurs sont bisexuées. Le pédicelle mesure de 0 à 2 mm. Le calice ne dépasse pas 1 mm. La corolle est blanche, formant un tube de 1 mm, avec des lobes elliptiques de 1,5 à 2 mm, obtus.
Les fruits sont des drupes bleu-noir et ovales, mesurant 0,8 à 1,2 cm  de long. Ils mûrissent de mai à septembre.

### Voisinage taxonomique
Il ressemble à l'Olivier d'Afrique (Olea europaea subsp. cuspidata) introduit. Celui-ci diffère d'Olea paniculata par les petites dépressions entre la nervure principale et les nervures secondaires sur le dos de la feuille. L'espèce introduite se trouve dans des zones perturbées comme les bords de routes et les cours d'eau.

## Distribution et habitat
Olea paniculata se trouve au nord-est du Queensland (Australie), au voisinage de la Hunter Valley dans le Central New South Wales. En Australie, il se trouve près des cours d'eau dans les forêts pluviales sèches. Hors d'Australie, il se trouve en Chine, dans la province du  Yunnan (Chine du sud-ouest), où il occupe des vallées abritées de 1 200 à 2 400 mètres d'altitude, comme également en Inde, Indonésie, Cachemire, Malaisie, Népal, Nouvelle-Guinée, Pakistan et Sri Lanka. Sur l'Île de Lord Howe il est répandu autour de  500 m d'altitude. On le trouve également en Nouvelle-Calédonie et au Vanuatu.

## Écologie
Les fruits noirs sont très attirants pour les oiseaux. Ils sont consommés, en Australie, par la Perruche royale, la Phasianelle d'Amboine, le Carpophage à double huppe, le Ptilope à diadème, le Ptilope magnifique, le Pigeon leucomèle, le Jardinier vert et le Jardinier prince-régent. Ces oiseaux participent ainsi à la dispersion des noyaux par ornitochorie.

## Utilisation
Cet arbre est une espèce pionnière  à multiplication rapide dans des sites ensoleillés et protégés, mais nécessite cependant des sols bien drainés pour une bonne croissance. C'est un hôte pour les papillons. Le fruit était traditionnellement consommé par les Aborigènes d'Australie

## Synonymes
- Olea glandulifera Desf. (1829).
- O. glandulifera Wall. ex. G. Don (1837).
- O. thozetii Pancher & Sebert (1874).
- O. glandulosa Pancher ex Guillaumin (1911).
- O. bournei Fyson (1914).
- Linociera yunnanensis H. T. Chang (1982).
- Olea gamblei sensu  P.Y. Bai (1886).

## Sources
Pour des articles plus généraux, voir Oleaceae, Olea et Paniculatae.
- (en) Cet article est partiellement ou en totalité issu de l’article de Wikipédia en anglais intitulé « Olea paniculata » (voir la liste des auteurs).